# Cupriavidus metallidurans
Espèce
Cupriavidus metallidurans souche CH34 est une bactérie à Gram négatif, non sporulante, aérobie-anaérobie facultative appartenant à la famille des bêta-protéobactéries.
Ce micro-organisme est aussi connu sous les anciens noms de Ralstonia metallidurans, Ralstonia eutropha, Wautersia metallidurans et Alcaligenes eutrophus.

## Description
Cupriavidus metallidurans souche CH34 se présente au microscope sous une forme de bâtonnet légèrement circulaire (0,4 μm de diamètre et de 1 à 2 μm de longueur) de couleur rosée et opaque. Elle s'observe sous une forme simple et isolée ou par paire, voire en courte chaîne.
Elle se déplace grâce à des flagelles péritriches.
Elle se développe en condition anaérobie en présence de nitrates. Elle est également capable de se développer sous condition chimiolithotrophe en utilisant le dihydrogène (H2) comme source d'énergie et le dioxyde de carbone (CO2) comme source de carbone grâce à deux formes d'hydrogénases : une hydrogénase membranaire, HoxP et une hydrogénase cytoplasmique et soluble NAD-dépendante, HoxS (Taghavi et al., 1997).
En condition hétérotrophe, plusieurs sources de carbone sont possibles : gluconate, acétate, lactate, succinate ou azélate. En revanche, elle ne se développe pas en présence de glucose, de fructose et de lactose. Sa température optimale de croissance est de 30 °C.

## Résistance
Elle a été isolée en 1976 par Christian Houba dans les sédiments de l'usine Métallurgie de Prayon, une usine non ferro-métallique située à Engis près de Liège (Mergeay et al., 1978a).
Cette bactérie est capable de survivre à des concentrations millimolaires de nombreux métaux lourds tels que le zinc (Zn2+), le cadmium (Cd2+), le cobalt (Co3+), le nickel (Ni2+), le cuivre (Cu2+), le chrome (ion CrO42−), le mercure (Hg2+) et le plomb (Pb2+).
Cette multi-résistance aux métaux lourds est portée par deux grands plasmides pMOL28 (171 kb) et pMOL30 (234 kb) (Monchy et al., 2007). C. metallidurans aurait un rôle important dans la colonisation et la décontamination d'environnements pollués par les métaux à des concentrations souvent toxiques pour d'autres microorganismes.